# The Little Artist of the Market
The Little Artist of the Market è un cortometraggio muto del 1912. Non si conosce il nome del regista del film prodotto dalla Edison.

## Produzione
Il film fu prodotto dalla Edison Company.

## Distribuzione
Distribuito dalla General Film Company, il film - un cortometraggio in una bobina - uscì nelle sale cinematografiche degli Stati Uniti il 20 luglio 1912. Nel Regno Unito, venne distribuito il 19 ottobre 1912.